# Biggles – Bouře nad Německem
Biggles – Bouře nad Německem (v originále Comrades in Arms) je dobrodružná povídková kniha od autora W. E. Johnse z roku 1947. V Česku vyšla v roce 1999, kdy ji vydalo nakladatelství Toužimský & Moravec v Praze.

## Děj
Jedná se o několik povídek od různých hrdinů z knih W. E. Johnse, z nichž jeden byl právě James Bigglesworth (Biggles). Dále v příbězích vystupují: kapitán Lorrington King (Gimlet), major Joan Worralsová a další.

### Orientální mise
Kapitán Lorrington King (známý též jako Gimlet) byl pověřen úkolem, aby spolu se svými přáteli odnesli speciálně upravená semena kaučukovníku (Hevea brasiliensis), která by se dala pěstovat v Anglii. Místo jejich uložení bylo v jednom hotelu v sousedství Barmy a Siamu v Indočíně. Jejich úkol byl ztížen tím, že oblast z velké části obklopovali Japonci. Gimletova parta (říkalo se jí Kingova koťata) byla letadlem (jejichž posádku tvořila zase Bigglesova parta) převezena do Indočíny. Zde se Gimletovi a jeho skupině podařilo se dostat do hotelu Oriente, v němž byla údajně semena ukryta v sošce slona. Avšak po jejím prohledání je nenašli. Mezitím si Gimletovi party všiml mladík jménem Chang Chu, který jim pověděl, že semena někam jinam ukryl jeho strýc Charla Song. Po delším bádaní nakonec společně usoudili, že semena zřejmě ukryl v okolí svého domu a tak je tam Chang zavedl a začali je hledat. Po delší době hledání je nakonec nalezli už zasazené a vyrostlé poblíž uměle vytvořeného rybníčku. Mezitím k domu přijeli japonští vojáci a začala přestřelka, ve které Gimletova parta zvítězila a jejich autem poté uprchli směrem k moři. Tam je po delší době naložil Biggles a odletěl s nimi nazpět do Anglie.

### Na domácím hřišti
Major Joan Worralsová společně se svou kamarádkou nadporučíkem Betty Lovellovou (známá více pod přezdívkou „Freckles“, česky „Pihatka“) řeší na požádání vojína Normy Dayové, záhadnou smrt Doris Marchantové, která se utopila v řece Ouse. Worralsová se společně s Betty a Normou vydala na místo nalezení mrtvoly a objevily zde veliký dům. Jednalo se o Farmu Gresham. Už od začátku měly o domě velké pochybnosti, protože na střeše budovy viděly postavu muže, který se rychle schoval. Podezření se vyvinulo ve fakt, že v domě sídlí tajná, špionážní, německá organizace, neboť nad domem několikrát prolétlo německé letadlo typu Messerschmitt Bf 109 a navíc ze střechy domu viděly vzlétnout podivný balón. Pochopily, že se jedná o způsob jejich tajné komunikace s domovem. Dříve však, než to stačily oznámit, vyšlo z domu několik lidí a nakonec začala přestřelka. Na pomoc jim přispěchalo komando generála Raymonda a tak nakonec zvítězili. Vraha Doris zastřelila samotná Norma a pomstila tak smrt své kamarádky.

### Bouře nad Německem
Když Biggles seděl zrovna v kanceláři brigádního generála Raymonda, přišel za nimi chlapec jménem Peter Masters s naléhavou zprávou, že objevil tajné vojenské skladiště paliva. Pověděl jim o tom celý příběh, jak při venčení psa v Německu (Peter tam nějaký čas žil) objevil ve Schwarzwaldu (Černém lese) veliké skladiště paliva, které vypadalo jako prostá farma pro slepice s falešnými kurníky. Jednalo se o oblast u města Karlsruhe a Biggles hned naplánoval útočnou akci. Celkem letěli tři letadla typu de Havilland Mosquito a celkem šest lidí. Algy, Biggles a Bertie byli kapitáni a jako pozorovatelé letěli Ginger, Tug Carrington a Masters. Společně po dlouhém letu se dostali až do Schwarzwaldu, kam je navedl Masters. Objevili skladiště a za pomocí bomb ho úspěšně zlikvidovali. Cestou zpátky do Anglie potkali smečku Messerschmittů a Fw 190. Za pomocí pilotů Spitfirů F.Mk.V se jim ale podařilo uniknout a bezpečně přistát v Anglii.

### Ponorka a žralok
Sedmnáctiletý Jack Carrington se chtěl dát do armády, avšak bránil mu v tom jeho věk, a tak trávil válku na ostrově Trinidad. Okolo Trinidadu se začaly čím dál častěji potápět britské obchodní lodě a bylo jasné, že na vině je německá ponorka. Jack se společně s pilotem Halem (přezdívaným "Drobeček") několikrát pokoušel ponorku najít, avšak bezúspěšně. Až jednou si Jack jen tak z nudy vyjel na svůj oblíbený ostrov jménem Porpoise Island nasbírat kokosové ořechy a ke svému velkému šoku zde objevil ponorku i s posádkou. Ta si ho sice všimla, ale Jackovi se podařilo schovat v jeskyni. Počkal na noc a doplaval k ponorce, kde k ní nenápadně přivázal plechovku oleje a na svém člunu se vrátil zpátky domů. Tam o tom všem podal zprávu kapitánu Vaneovi. Pak se společně s ním a Drobečkem vydali ponorku hledat a díky olejové skvrně jí objevili. Označili její polohu torpédoborcům, kteří ji zničili za pomocí hlubinných náloží. Ukázalo se, že Němci používali Porpoise Island jako tajnou základnu pro ponorky, kde tankovali palivo. Během několika dalších týdnů došlo ke zničení dalších tří ponorek a Jack Carrington byl přijat do činné služby v královském námořnictvu.

### Jak se dělá zemětřesení
Nadporučík Lance Lorimer dostal za úkol zničit železniční tunel poblíž města Linzberg. Pro tento úkol si vybral svého přítele z dětství Kaziho Mahometa jako společníka. Bez velkých problému se jim podařilo se dostat až k tunelu kde Kazi zaměstnal stráže u železničního domku a Lance rychle položil nálož k tunelu. Po odpálení se exploze ještě více vystupňovala, neboť mezitím přijel k tunelu vlak naložený municí. Na útěku od místa výbuchu byli pronásledováni několika vojáky, avšak podařilo se jim uniknout a vzlétli se svým letadlem směrem do Anglie. Cestou narazili na protiletadlovou palbu a několik německých stíhaček, ale podařilo se jim schovat v mracích a unikli. K jejich smůle byla poškozena palivová nádrž letadla a museli tedy přistát v moři. Zachránil je anglický hlídkový člun a oba se tak šťastně dostali domů.

### Docela všední operace
Poručík Nigel Steer zahlédl v moři poblíž Sicílie malý člun, na který z nenadání začalo útočit italské letadlo. Nigel ho dokázal sestřelit a vytáhl z moře posádku člunu, kterou tvořil jen chlapec jménem Hubert Fairfax. Po jeho zachránění jim chlapec pověděl o tajné ponorkové základně umístěné u Casagrande. Řekl jim také, že v táboře Castelvero vězní jeho otce. Začala se tedy plánovat akce na zničení základny a osvobození Hubertova otce, kterou vedl slavný plukovník Buster Brown společně se svým komandem, kterému se říkalo "Busterovi buldoci." Společně s nimi šel do akce i Hubert, neboť tuto oblast dobře znal. Potom co se dostali na Casagrande se jim podařilo osvobodit všechny vězně z Castelvera a u ponorkové základny vypukla velká bitva. Busterovi buldoci společně s bojujícími vězni zvítězili a krátce po odplutí vyhodili základnu do povětří. Hubert se na palubě lodi šťastně shledal se svým otcem a Brown celou akci zhodnotil jako naprosto běžnou všední operaci.

## Postavy
- James "Biggles" Bigglesworth
- Algernon "Algy" Lacey
- Ginger Hebblethwaite
- Bertram "Bertie" Lissie
- Tug Carrington

- Lorrington "Gimlet" King
- Albert "Polda" Collson (člen G. party)
- Nigel "Prcek" Peterson (člen G. party)
- Troublay "Trapper" (člen G. party)
- Chang Chu

- Joan "Worrals" Worralsová
- Betty "Pihatka" Lovell
- Norma Day
- generál Raymond
- Peter Masters
- Jack Carrington
- pilot Hale "Drobeček"
- Lance Lorimer
- Kazi Mahomet
- Hubert Fairfax
- Buster Brown
- Nigel Steer

## Letadla
- Messerschmitt Bf 109
- Focke-Wulf Fw 190
- Spitfirů F.Mk.V
- de Havilland Mosquito
- De Havilland Tiger Moth
- Osprey
- Caproni Ca.316
- Avro Lancaster